# Herb Martyniki
Herb Martyniki – tarcza kroju francuskiego w polu błękitnym rozdzielona na cztery pola przez srebrny krzyż.

Herb Martyniki

W każdej ćwiartce widnieje srebrny wąż z rozwidlonym językiem i ciałem ułożonym na kształt litery L.
Herb nadany został pierwotnie francuskiej kolonii Saint Lucia i Martynika 4 sierpnia 1766 roku i był w użyciu (z flagą) do około 1790 roku. Jako herb Martyniki został nieoficjalnie przyjęty w 1946 roku.
Wąż w herbie - żararaka lancetowata - to jedyny jadowity wąż występujący na Martynice i Saint Lucia.